# Idade do Ferro romana

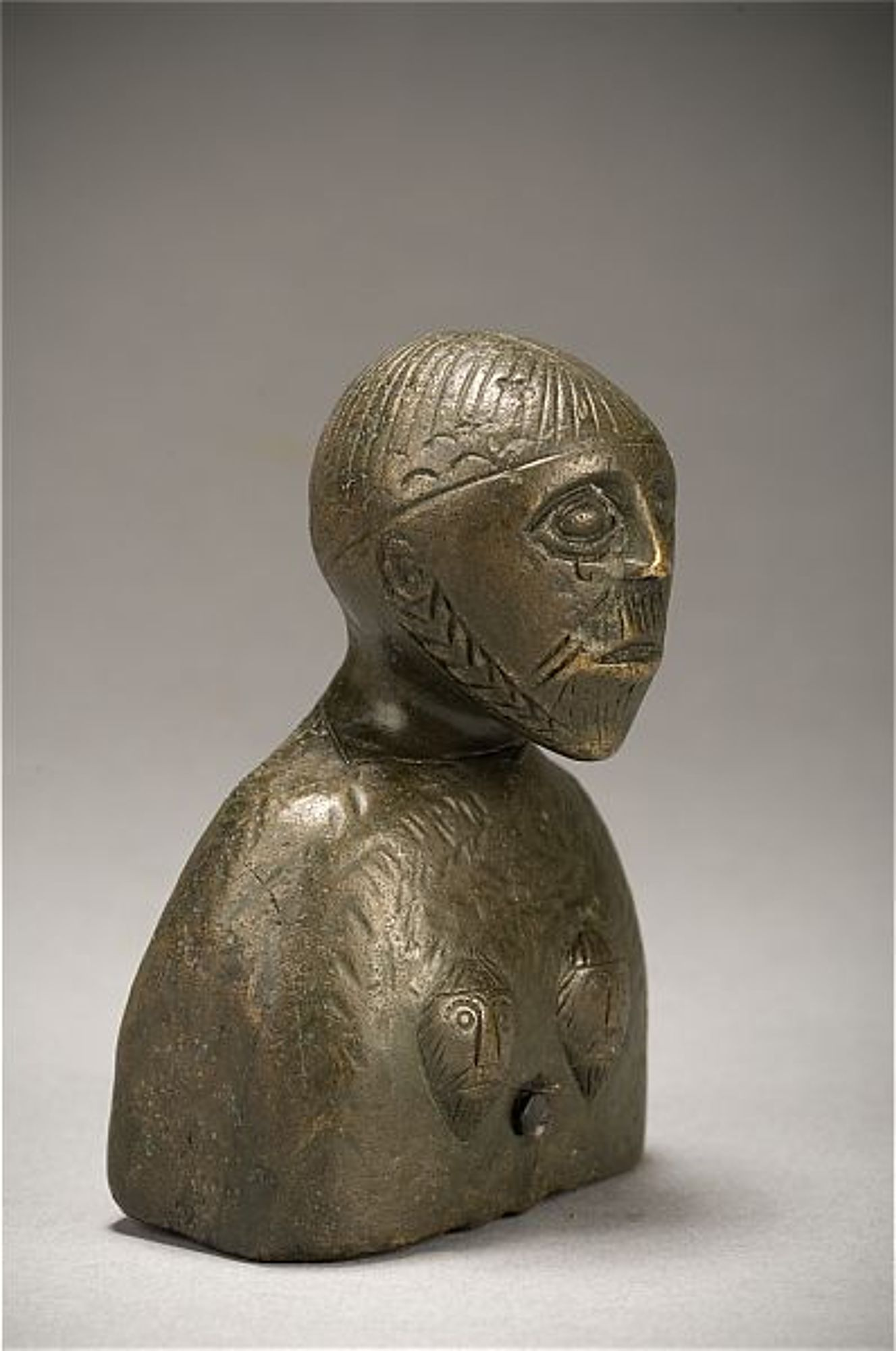
Homem de Alböke

A Idade do Ferro romana (em sueco: Romersk järnålder) é um período arqueológico da Escandinávia decorrido aproximadamente nos anos 0-375. Foi precedida pela Idade do Ferro pré-romana e sucedida pela Era das Migrações Nórdicas. O aparecimento da escrita rúnica, de inspiração romana e grega, é o legado mais importante da influência cultural da Antiguidade Greco-Latina. A vida nómada começa a ser substituída pela vida sedentária, e a habitação fixa resulta em construções de carácter mais permanente.